# Gardeliando
Gardeliando es el primer álbum de estudio de Los Gardelitos, luego del lanzamiento de su demo Rock Sudaka, en 1996. Fue registrado durante el verano de 1998, editado de manera independiente en el mes de abril. El disco consta de 12 canciones de Korneta Suárez, la mayoría de los cuales ya estaban presentes en Rock Sudaka, precedidas por un tema instrumental de Eli Suárez. La placa propone desde el comienzo una mixtura entre el rock y el tango: con un arte de tapa completamente fileteado y un cancionero que recorre diversos géneros musicales: desde el rock y el blues hasta el punk o la chacarera. Las letras van desde la intimidad de los sentimientos más profundos hasta las referencias sociales más directas, con un mensaje claro y contundente que oscila entre la búsqueda de la identidad y el amor como respuesta.

## Lista de canciones
1. El tanguito
2. Cobarde para amar
3. Blues para Caseros
4. Gardeliando
5. Lo que mis vecinos creen
6. Amor de contramano
7. Volveré en tus ojos
8. Nadie cree en mi canción
9. Los chicos de la esquina
10. La constelación de la virgen
11. Libertad condicionada
12. América del Sur
13. A pesar del viento

## Músicos
- Eduardo "Korneta" Suarez †: voz y guitarra acústica
- Eli Suarez: guitarra eléctrica y coros
- Bruno Suárez: batería
- Jorge Rossi: bajo